# Бородино (Краснојарска Покрајина)
Бородино  (рус. Бородино́) град је у Русији у Краснојарској Покрајини. Налази се на Транссибирској прузи, 155 км од Краснојарска, 18 км јужно од града Заозјорни. 
Бородино је основан 1949, а 1982. је добио статус града. Градски округ се простире на 35 км² и према попису становништва из 2014. у граду је живело 16.522 становника.

## Становништво
| 1959. | 1970.  | 1979.  | 1989.  | 2002.  | 2010.  | 2012.  | 2013.  | 2014.  |
| ----- | ------ | ------ | ------ | ------ | ------ | ------ | ------ | ------ |
| 9.921 | 10.838 | 11.331 | 18.426 | 19.181 | 17.416 | 16.956 | 16.764 | 16.522 |